# Gerhard Damköhler
Gerhard Damköhler (1908 — 1944) foi um químico alemão.
Damköhler iniciou o cálculo de reatores no Instituto de Química Física ("Institut für Physikalische Chemie") em Göttingen, no período 1936-1944.
O número de Damköhler é denominado em sua homenagem.